# Mistrzostwa Świata w Strzelectwie 1966
Mistrzostwa Świata w Strzelectwie 1966 – 39. edycja mistrzostw świata w strzelectwie. Odbyły się one w zachodnioniemieckim Wiesbaden.
Rozegrano 35 konkurencji (w tym sześć kobiecych). Podobnie jak na poprzednich mistrzostwach, najwięcej medali zdobył Amerykanin Gary Anderson, który tym razem wywalczył siedem złotych, dwa srebrne i trzy brązowe medale (łącznie 12). W klasyfikacji medalowej zwyciężyła reprezentacja Stanów Zjednoczonych. Najwięcej medali zdobyło ZSRR, zaś gospodarze turnieju (RFN) byli w tymże zestawieniu na siódmym miejscu. Polacy zajęli trzecią pozycję.
W konkurencjach męskich medale zdobywała też kobieta – Margaret Thompson.

## Klasyfikacja medalowa
Gospodarze mistrzostw
| Pozycja | Kraj              | Złoto | Srebro | Brąz | Łącznie |
| ------- | ----------------- | ----- | ------ | ---- | ------- |
| 1       | Stany Zjednoczone | 17    | 6      | 6    | 29      |
| 2       | ZSRR              | 10    | 14     | 9    | 33      |
| 3       | Polska            | 2     | 3      | 4    | 9       |
| 4       | Rumunia           | 1     | 3      | 0    | 4       |
| 5       | NRD               | 1     | 2      | 1    | 4       |
| 5       | Szwajcaria        | 1     | 2      | 1    | 4       |
| 7       | RFN               | 1     | 1      | 5    | 7       |
| 8       | Szwecja           | 1     | 0      | 2    | 3       |
| 9       | Chile             | 1     | 0      | 0    | 1       |
| 10      | Czechosłowacja    | 0     | 1      | 2    | 3       |
| 11      | Bułgaria          | 0     | 1      | 0    | 1       |
| 11      | Norwegia          | 0     | 1      | 0    | 1       |
| 11      | Wenezuela         | 0     | 1      | 0    | 1       |
| 14      | Węgry             | 0     | 0      | 2    | 2       |
| 15      | Francja           | 0     | 0      | 1    | 1       |
| 15      | Wielka Brytania   | 0     | 0      | 1    | 1       |
| 15      | Południowa Afryka | 0     | 0      | 1    | 1       |

## Wyniki

### Mężczyźni
| Konkurencja                                                  | Złoto                                                                            | Wynik     | Srebro                                                                           | Wynik     | Brąz                                                                            | Wynik     |
| Strzelanie z karabinu                                        |                                                                                  |           |                                                                                  |           |                                                                                 |           |
| Karabin małokalibrowy, trzy postawy, 50 m                    | Gary Anderson                                                                    | 1155 pkt. | Marat Nijazow                                                                    | 1150 pkt. | Henryk Górski                                                                   | 1148 pkt. |
| Karabin małokalibrowy, trzy postawy, 50 m, drużynowo         | Stany Zjednoczone Gary Anderson Tommy Pool Margaret Thompson Lones Wigger        | 4589 pkt. | ZSRR Aleksandr Gierasimionok Walentin Korniew Władimir Koniachin Marat Nijazow   | 4572 pkt. | NRD Werner Lippoldt Günter Lange Dieter Münzert Hartmut Sommer                  | 4555 pkt. |
| Karabin małokalibrowy leżąc, 50 m (60 strzałów)              | David Boyd                                                                       | 598 pkt.  | Jerzy Nowicki                                                                    | 596 pkt.  | William Krilling                                                                | 596 pkt.  |
| Karabin małokalibrowy leżąc, 50 m, drużynowo (60 strzałów)   | Stany Zjednoczone Donald Adams David Boyd William Krilling Lones Wigger          | 2376 pkt. | Polska Janusz Kalmus Stanisław Marucha Jerzy Nowicki Andrzej Trajda              | 2371 pkt. | ZSRR Wasilij Borisow Aleksandr Gierasimionok Jurij Kudriaszow Marat Nijazow     | 2364 pkt. |
| Karabin małokalibrowy klęcząc, 50 m (40 strzałów)            | Władimir Koniachin                                                               | 390 pkt.  | Marat Nijazow                                                                    | 389 pkt.  | Michiel Victor                                                                  | 389 pkt.  |
| Karabin małokalibrowy klęcząc, 50 m, drużynowo (40 strzałów) | Stany Zjednoczone Gary Anderson Tommy Pool Margaret Thompson Lones Wigger        | 1542 pkt. | ZSRR Aleksandr Gierasimionok Władimir Koniachin Walentin Korniew Marat Nijazow   | 1542 pkt. | Polska Henryk Górski Janusz Kalmus Jerzy Nowicki Andrzej Trajda                 | 1537 pkt. |
| Karabin małokalibrowy stojąc, 50 m (40 strzałów)             | Gary Anderson                                                                    | 372 pkt.  | Werner Lippoldt                                                                  | 371 pkt.  | Hartmut Sommer                                                                  | 370 pkt.  |
| Karabin małokalibrowy stojąc, 50 m, drużynowo (40 strzałów)  | NRD Werner Lippoldt Günter Lange Dieter Münzert Hartmut Sommer                   | 1467 pkt. | ZSRR Aleksandr Gierasimionok Władimir Koniachin Walentin Korniew Marat Nijazow   | 1464 pkt. | Stany Zjednoczone Gary Anderson Tommy Pool Margaret Thompson Lones Wigger       | 1460 pkt. |
| Karabin dowolny, trzy postawy, 300 m                         | Gary Anderson                                                                    | 1156 pkt. | Aleksandr Gierasimionok                                                          | 1154 pkt. | John Foster                                                                     | 1153 pkt. |
| Karabin dowolny, trzy postawy, 300 m, drużynowo              | Stany Zjednoczone Gary Anderson John Foster Margaret Thompson Lones Wigger       | 4602 pkt. | ZSRR Wasilij Borisow Aleksandr Gierasimionok Ludwig Łustberg Marat Nijazow       | 4573 pkt. | Szwajcaria Karl Fitzi Kurt Müller Hans Simonet Erwin Vogt                       | 4535 pkt. |
| Karabin dowolny leżąc, 300 m                                 | Kurt Johansson                                                                   | 398 pkt.  | Magne Landrø                                                                     | 398 pkt.  | Marat Nijazow                                                                   | 397 pkt.  |
| Karabin dowolny klęcząc, 300 m                               | John Foster                                                                      | 391 pkt.  | Aleksandr Gierasimionok                                                          | 389 pkt.  | Kurt Johansson                                                                  | 388 pkt.  |
| Karabin dowolny stojąc, 300 m                                | Kurt Müller                                                                      | 375 pkt.  | Gary Anderson                                                                    | 375 pkt.  | Aleksandr Gierasimionok                                                         | 370 pkt.  |
| Karabin standardowy, trzy postawy, 50 m                      | Donald Adams                                                                     | 567 pkt.  | Gary Anderson                                                                    | 565 pkt.  | Hartmut Sommer                                                                  | 562 pkt.  |
| Karabin standardowy, trzy postawy, 50 m, drużynowo           | Stany Zjednoczone Donald Adams Gary Anderson John Foster William Krilling        | 2243 pkt. | ZSRR Aleksandr Gierasimionok Władimir Koniachin Jurij Kudriaszow Ludwig Łustberg | 2215 pkt. | NRD Werner Lippoldt Günter Lange Hans-Joachim Lehnert Hartmut Sommer            | 2215 pkt. |
| Karabin standardowy, trzy postawy, 300 m                     | Ludwig Łustberg                                                                  | 558 pkt.  | Władimir Koniachin                                                               | 552 pkt.  | Gary Anderson                                                                   | 550 pkt.  |
| Karabin standardowy, trzy postawy, 300 m, drużynowo          | ZSRR Eduard Jarosz Władimir Koniachin Jurij Kudriaszow Ludwig Łustberg           | 2185 pkt. | Szwajcaria August Hollenstein Kurt Müller Hans Simonet Erwin Vogt                | 2168 pkt. | Stany Zjednoczone Donald Adams Gary Anderson Martin Gunnarsson William Krilling | 2161 pkt. |
| Strzelanie z pistoletu                                       |                                                                                  |           |                                                                                  |           |                                                                                 |           |
| Pistolet centralnego zapłonu, 25 m                           | William Blankenship                                                              | 595 pkt.  | Lubomír Nácovský                                                                 | 589 pkt.  | Renart Sulejmanow                                                               | 587 pkt.  |
| Pistolet centralnego zapłonu, 25 m, drużynowo                | Stany Zjednoczone William Blankenship John Ditmore Franklin Green Emil Heugatter | 2341 pkt. | ZSRR Igor Bakałow Renart Sulejmanow Władimir Stołypin Albert Udaczyn             | 2340 pkt. | Czechosłowacja Ladislav Falta Lubomír Nácovský Josef Šváb Jaroslav Veselý       | 2313 pkt. |
| Pistolet dowolny, 50 m                                       | Władimir Stołypin                                                                | 556 pkt.  | Denczo Denew                                                                     | 555 pkt.  | Hynek Hromada                                                                   | 553 pkt.  |
| Pistolet dowolny, 50 m, drużynowo                            | ZSRR Grigorij Kosych Jewgienij Rasskazow Władimir Stołypin Albert Udaczyn        | 2203 pkt. | Szwajcaria Ludwig Hemauer Fritz Lehmann Albert Späni Ernst Stoll                 | 2186 pkt. | Polska Józef Frydel Henryk Siek Rajmund Stachurski Józef Zapędzki               | 2183 pkt. |
| Pistolet szybkostrzelny, 25 m                                | Virgil Atanasiu                                                                  | 596 pkt.  | Józef Zapędzki                                                                   | 594 pkt.  | Renart Sulejmanow                                                               | 593 pkt.  |
| Pistolet szybkostrzelny, 25 m, drużynowo                     | ZSRR Igor Bakałow Stanisław Francewski Renart Sulejmanow Aleksandr Zabielin      | 2354 pkt. | Rumunia Virgil Atanasiu Mihai Dumitriu Marcel Roșca Ion Tripșa                   | 2354 pkt. | NRD Gerhard Feller Gerhard Dommrich Christian Düring Lothar Pinnig              | 2346 pkt. |
| Strzelanie do ruchomej tarczy                                |                                                                                  |           |                                                                                  |           |                                                                                 |           |
| Ruchoma tarcza, 50 m                                         | Władimir Wiesiełow                                                               | 164 pkt.  | Igor Nikitin                                                                     | 164 pkt.  | John Kingeter                                                                   | 161 pkt.  |
| Ruchoma tarcza, 50 m, drużynowo                              | ZSRR Igor Nikitin Jakiw Żełezniak Walerij Staratielew Władimir Wiesiełow         | 2185 pkt. | Stany Zjednoczone Richard Brown Frederick Dean John Kingeter Edmund Moeller      | 2168 pkt. | Szwecja Matis Björklund Göte Gaard Goran Johansson Martin Nordfors              | 2161 pkt. |
| Strzelanie do rzutków                                        |                                                                                  |           |                                                                                  |           |                                                                                 |           |
| Skeet                                                        | Jorge Jottar                                                                     | 197 pkt.  | Hans-Joachim Suppli                                                              | 196 pkt.  | Artur Rogowski                                                                  | 195 pkt.  |
| Skeet, drużynowo                                             | Stany Zjednoczone Arthur Harris Gordon Horner Frank Huber Strother Shumate       | 383 pkt.  | ZSRR Nikołaj Durniew Jewgienij Kondratjew Aleksandr Pietrow Jurij Curanow        | 381 pkt.  | RFN Haymo Rethwisch Hans-Joachim Suppli Peter von Hohenthal Konrad Wirnhier     | 380 pkt.  |
| Trap                                                         | Kenneth Jones                                                                    | 297 pkt.  | Gheorghe Enache                                                                  | 292 pkt.  | Pawieł Sieniczew                                                                | 292 pkt.  |
| Trap, drużynowo                                              | Stany Zjednoczone Billy Hicks Gordon Horner Charles Jenson Kenneth Jones         | 768 pkt.  | Rumunia Ion Dumitrescu Gheorghe Florescu Gheorghe Enache Ștefan Popovici         | 764 pkt.  | ZSRR Aleksandr Alipow Jurij Nikandrow Pawieł Sieniczew Władimir Zimienko        | 757 pkt.  |

### Kobiety
| Konkurencja                                | Złoto                                                | Wynik     | Srebro                                                                | Wynik     | Brąz                                                  | Wynik     |
| Karabin standardowy, trzy postawy, 50 m    | Margaret Thompson                                    | 558 pkt.  | Anneliese Goth                                                        | 545 pkt.  | Tatjana Riabinska                                     | 544 pkt.  |
| Karabin standardowy leżąc, 50 m            | Eulalia Rolińska                                     | 591 pkt.  | Margaret Thompson                                                     | 589 pkt.  | Ferencné Kun                                          | 585 pkt.  |
| Karabin standardowy leżąc, 50 m, drużynowo | Polska Barbara Kopyt Bożena Wziętek Eulalia Rolińska | 1747 pkt. | Stany Zjednoczone Marianne Jensen Patricia Kinsella Margaret Thompson | 1743 pkt. | Węgry Oszkárné Kellner Lajosné Kisgyörgy Ferencné Kun | 1732 pkt. |
| Pistolet sportowy, 25 m                    | Nina Rasskazowa                                      | 582 pkt.  | Aleksandra Sawina                                                     | 581 pkt.  | Susan Swallow                                         | 575 pkt.  |
| Trap                                       | Elisabeth von Soden                                  | 95 pkt.   | Charlotte Berkenkamp                                                  | 90 pkt.   | Walentina Gierasina                                   | 89 pkt.   |
| Skeet                                      | Kławdija Smirnowa                                    | 91 pkt.   | Mercedes García                                                       | 88 pkt.   | Michèle Valéry                                        | 83 pkt.   |